# Shine (album d'Estelle)
Pour les articles homonymes, voir Shine.
Albums de Estelle
The 18th Day
(2004) All of Me
(2012)
Shine est le 2e album de la chanteuse britannique Estelle. L'album sort à des dates différentes dans certains pays. Le premier extrait a été "Wait a Minute (Just a Touch)" en novembre 2007, suivi par le second single, "American Boy" en duo avec Kanye West, qui rencontre un succès énorme notamment en matière de téléchargements légaux au Royaume-Uni.

## Collaborations
Pour cet album, la chanteuse/rappeuse anglaise a également collaboré avec des grands noms de la musique hip-hop/R'n'B tels que Will.i.am, Wyclef Jean, Mark Ronson, Cee-Lo, Swizz Beatz et John Legend. Estelle a d'ailleurs signé sur le label de ce dernier, Homeschool Records.

## Liste des chansons
1. "Wait a Minute (Just a Touch)" (featuring Will.i.am) - 3:40 Produit Will.i.am
2. "No Substitute Love" - 3:33 Produit par Wyclef Jean & Jerry 'Wonda' Duplessis
3. "American Boy" (featuring Kanye West) - 4:45 Produit par Will.i.am
4. "More Than Friends" - 4:25 Produit par Keezo Kane
5. "Magnificent" (featuring Kardinal Offishall) - 3:57 Produit par Mark Ronson
6. "Come Over" - 3:41 Produit par Supa Dups
7. "So Much Out the Way" - 4:05 Produit par Wyclef Jean & Jerry 'Wonda' Duplessis
8. "In the Rain" - 4:08 Produit par Johnny Douglas
9. "Back in Love" - 4:01 Produit par Steve McKie
10. "You Are" (featuring John Legend) - 3:29 Produit par Tom Craskey
11. "Pretty Please (Love Me)" (featuring Cee-Lo) - 3:58 Produit par Jack Splash
12. "Shine" - 3:49 Produit par Swizz Beatz
13. "I Wanna Live" - 4:03 (Titre bonus iTunes)
14. "Life to Me" (Hi-Tek featuring Estelle) - 4:59 (Titre bonus iTunes)

## Note
- Le titre bonus "Life To Me" est également présent sur l'album d'Hi-Tek sorti fin 2007, Hi-Teknology 3 : Underground.

## Certifications
| Pays              | Certification | Unités certifiées |
| ----------------- | ------------- | ----------------- |
| Royaume-Uni (BPI) | Or            | 100 000           |